# Наука в Великобритании

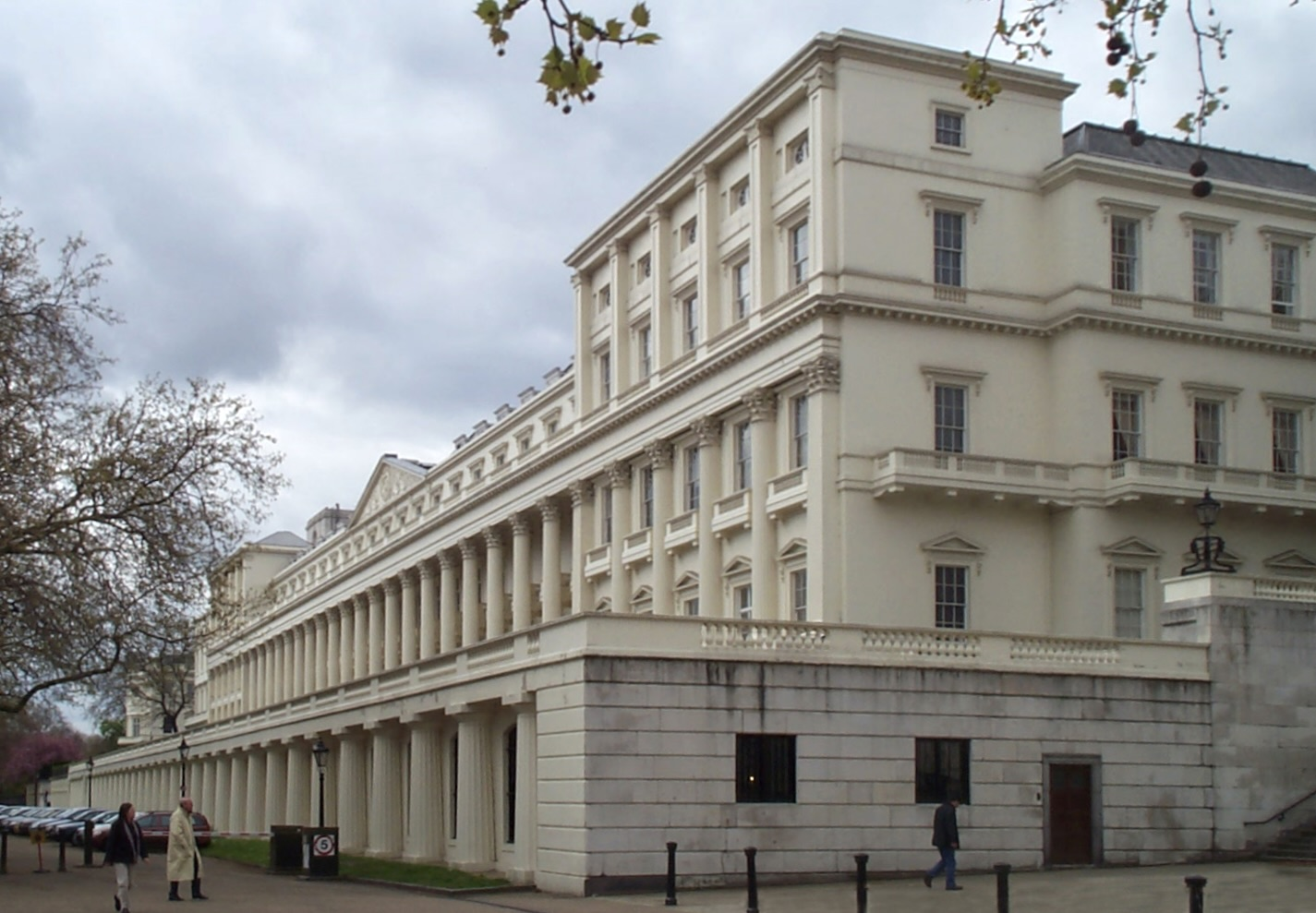
Здание Лондонского королевского общества

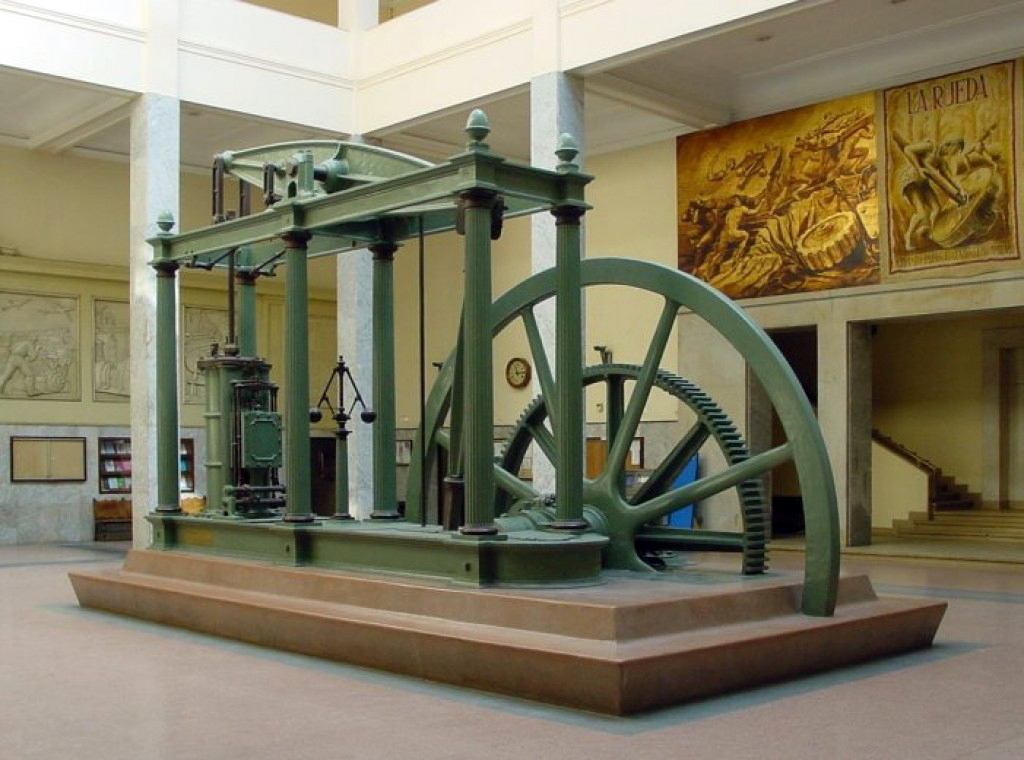
Паровая машина Уатта, сыгравшая ключевую роль в промышленной революции

Наука Великобритании в XIX веке считалась ведущей в мире. В XX веке уступила первенство науке США в значимости. Однако, здесь по-прежнему ведётся множество важнейших исследований. Больше всего внимания в Великобритании традиционно уделяют естественным и техническим наукам.
Больше 70 британских учёных удостоены Нобелевских премий. В Великобритании делается около 4,5 % мировых расходов на науку и 8 % от всех научных публикаций мира.
В Великобритании было сделано множество важных изобретений и открытий: паровоз, современный велосипед, гребной винт, многоступенчатая реактивная паровая турбина, электромагнит, стереозвук, двигатель внутреннего сгорания, фотография, антибиотики, экстракорпоральное оплодотворение, HTML, HTTP и многие другие.

## История британской науки

### Естественные и технические науки

#### Становление
В эпоху раннего средневековья накопление знаний в Англии происходило в рамках церковных воззрений, как и в остальной Европе. Эти знания систематизировались монахами-учёными. В XII—XIII веках были основаны знаменитые Оксфордский и Кембриджский университеты. В XV—XVI веках Англия успешно участвовала в Великих географических открытиях. Развитие производства положительно повлияло на развитие науки в Англии, в особенности точных наук. В 1556 году было создано руководство по астрономии «Замок знания». Были изобретены логарифмы.
Крупнейшим английским ученым того времени был Френсис Бэкон.

#### Усиление

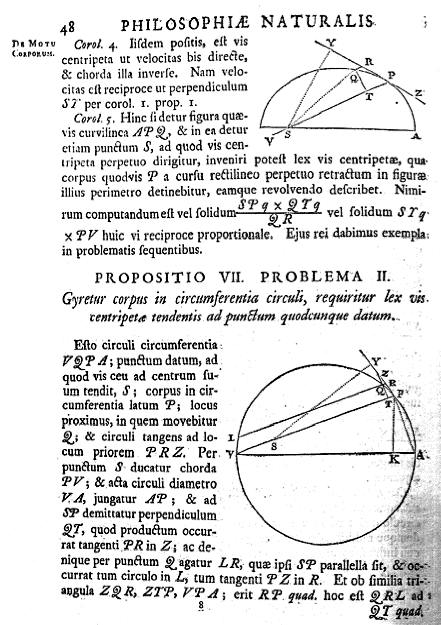
Страница из «Начал» Ньютона (3-е изд., 1726 г.)

Центр научных исследований в XVII веке из других европейских государств постепенно стал перемещаться в Великобританию, которая к тому времени стремительно развивалась и стала к концу века сильнейшей морской державой. В конце XVII века Лондонское королевское общество разработало программу научных исследований в области мореплавания (ориентировка, составление карт), военных технологий (в частности изучение движения снаряда в воздухе), медицины, физики, металлургии и природы. В 1675 году основывается Гринвичская обсерватория. Усиление дифференциации естествознания обусловило появление научных обществ: математических и биологических. В те времена труд естествоиспытателей в Великобритании оказал значительное влияние на науки о планете Земля. Из того периода развития английской науки, можно особо выделить деятельность Исаака Ньютона. В XIX веке британские учёные добились успехов в области физики и астрономии.

#### Передовые рубежи

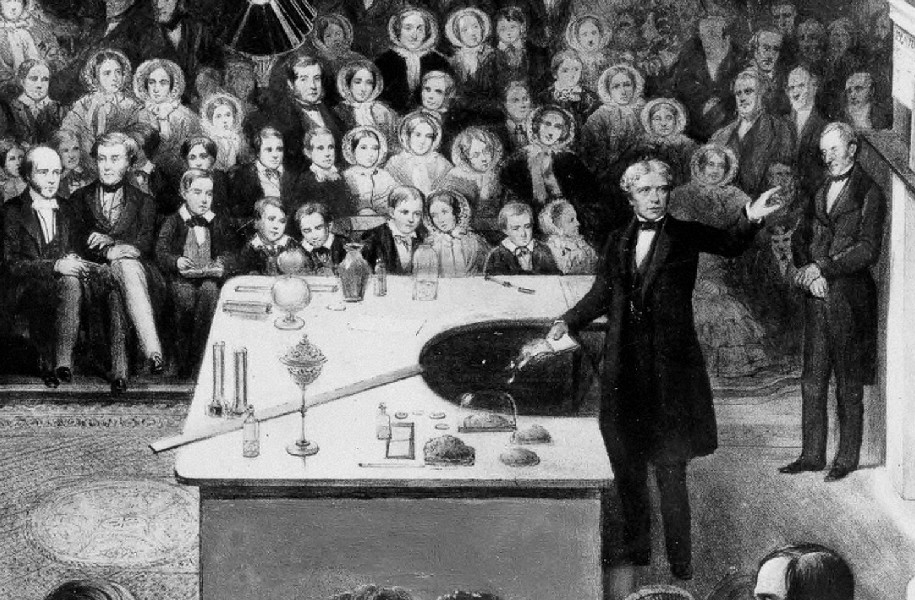
Физик Майкл Фарадей даёт публичную лекцию

В XIX веке британская наука занимает главенствующее место в мире. В основном благодаря тому, что в стране действовали внешние стимулы развития естественных и технических наук (быстрый прогресс промышленности и сельского хозяйства, изучение природных ресурсов многих странах мира). Страна занимала главенствующее место в мировом машиностроении, отчасти благодаря достижениям науки. Благодаря росту промышленности стали появляться новые районы и города. Возникла потребность в усовершенствовании средств связи. Вскоре был создан телеграф. Отличительная особенность развития английской математики в XIX веке состоит в её близкой связи с проблемами теоретической физики и в создании алгебры «обобщённых величин». Стоит отметить, что во 2-й половине XIX века британская химия, в отличие от физики, уступала немецкой и французской. Величайшим моментом в развитии мировой биологии стало учение Чарльза Дарвина о естественном отборе.
До середины XX века наука Великобритании в области физики удерживала ведущую роль, развивалась радиоастрономия и физика космических лучей. В послевоенные годы растёт количество разработок и исследований в области военной промышленности. Развитие животноводства базируется на основе исследований, ведущихся генетикой. Милитаризация науки затронула даже биологию. Осуществляется связь микробиологического исследовательского центра Портон-Дауна с исследовательским центром Вооруженных сил США в Форт-Детрике.

### Общественные науки

#### Философия
За свою длинную историю философия Великобритании, опираясь одновременно на самобытность страны и на опыт остальной Европы в области философии, ориентировалась на номинализм, эмпиризм и сенсуализм.
К первым английским философам относят уроженцев Британии, которые смогли себя реализовать на материке: Алкуин и Иоанн Скот Эриугена (в рамках Каролингского возрождения), а также Иоанн Дунс Скот. Средневековую схоластику на английскую почву привнёс Ансельм Кентерберийский. Свой след оставила философия Возрождения. Томас Мор ввёл в обиход термин утопия и стал основоположником современного социализма. Френсис Бэкон положил начало британскому эмпиризму и провозгласил практику критерием истины. По его мнению, мощь Английской державы должна основываться на науке и научном прогрессе. Теорию познания развивали такие британские философы как Джон Локк, Джордж Беркли и Дэвид Юм. В их трудах проявился интерес к моральной философии, где критерием добра становилось нравственное чувство. Дальнейшее развитие этики осуществил Шефтсбери и Джереми Бентам, разработавший принципы утилитаризма и деонтологии. Политическую философию общественного договора развивал Томас Гоббс.
Индустриальная революция способствовала распространению позитивизма, исходящего из теории эволюции. Это направление развивали такие мыслители как Чарльз Дарвин и Герберт Спенсер. Теорию индуктивного познания разрабатывал Джон Стюарт Милль.
В конце 19 века популярность приобрело гегельянство, принявшее форму абсолютного идеализма (Томас Грин, Фрэнсис Брэдли, Джон Эллис Мак-Таггарт и Робин Коллингвуд). Идеализм рубежа XIX—XX вв. сменил неореализм (Джордж Мур, Бертран Рассел) и аналитическая философия (Альфред Айер).

#### Историография

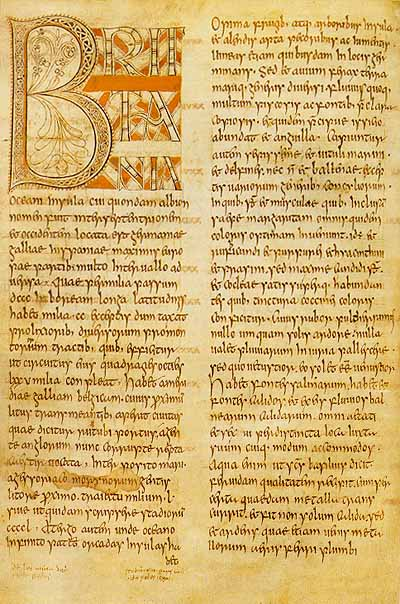
Беда Достопочтенный. «История народа англосаксов.»

Рождение британской исторической науки произошло в эпоху раннего средневековья. Одним из первых историографов в Англии был Беда Достопочтенный, прозванный «отцом английской истории».
На протяжении истории на неё оказали влияние следующие факторы:
- Идеи гуманизма в XVI веке. В те времена рост национального самосознания породил интерес к истории.
- Английская буржуазная революция, произошедшая в XVII веке. В исторических сочинениях 2-й половины XVII века нашли отражение взгляды основных противостоящих сил в революции.
- Идеи Просвещения в XVIII веке. Отличительной особенностью просветительской историографии становится рационализм.
- В 1-й половине XIX века Великая французская революция, чартизм и социальные конфликты, связанные с завершением промышленного переворота и борьбой буржуазии за политическую власть. В историографии сложилось два основных направления: консервативное и либеральное. Консервативные историки придерживались мнения о вредности политических реформ, которые якобы ведут к революции и анархии. В 2-й половине XIX века философское учение позитивизма становится методологической основой английской буржуазной историографии.

Раньше в историографии Великобритании (и некоторых других государств) прослеживалось стремление оправдать внешнюю политику своего правительства перед Первой мировой. В начале XX века в британской исторической науке появилось направление марксизма. Усиливался кризис буржуазной историографии. После Второй мировой войны большинство течений буржуазной историографии Великобритании стали сливаться в единое направление, выступающее против марксизма.

#### Экономика
Экономика, как наука в Великобритании стала развиваться вместе с капитализмом. В начале XX в. широко распространилась концепция кембриджской школы в политической экономии, объясняющая экономические категории с субъективно-психологических позиций с помощью математических методов.

#### Языкознание
В конце XV в. начинается изучение и преподавание древних языков (классическая латынь и греческий). С XVII в. — восточных языков. В 1639 г. в Кембридже вводится курс древнеанглийского языка. Составляются словари, грамматики латинского языка и впервые в мире начинается выпуск двуязычных словарей европейских языков. В 1666 году Генрих Вильгельм Людольф опубликовывает первую русскую грамматику на латинском языке. В конце XVII в. начинают появляться различные публикации на санскрите (впервые в Европе) и сравнительно-историческое языкознание. В 1888 г. появляется многотомный Оксфордский словарь английского языка. К концу XIX в. появляется английская школа фонетики. В начале XX в. языкознание Великобритании продолжает интересоваться живыми языками и диалектами Индии и Африки, что сопровождается составлением разнообразных словарей и учебников по грамматике. Однако узость проблематики и практическая направленность исследований языков меняется на растущее внимание к теоретике и к созданию общей теории языка, а также к сравнительному и типологическому изучению языков. В 40-х годах XX в. сформировывается лондонская школа концептуализма, во главе с Джоном Рупертом Фёрсом. Последователи школы ставили перед собой цель разработать некую теорию, которая могла бы объяснить специфические особенности конкретных языков и выработать эффективные методы их структурно-функционального описания. Лондонская школа повлияла на развитие социолингвистики, функциональной и контекстуальной грамматики, лингвистики текста, на разработку теорий усвоения языка.

## Научные организации и учреждения
Их общее количество в стране доходит до двухсот. Многие из них выпускают свои периодические научные издания. Таковых изданий насчитывается свыше четырёхсот. Основные научные журналы Британии — широко известные Nature, Британский медицинский журнал и The Lancet.
Ведущим британским научным учреждением является Лондонское королевское общество — одно из старейших научных обществ в мире. Создано в 1660 году. Одной из основных организаций страны, ведущих свою деятельность в области естественных наук является Королевская инженерная академия наук Великобритании, основанная в 1976 году. Основной библиотекой является Британская библиотека, содержащая более 150 млн единиц хранения. Является крупнейшей в мире. В области философии известен Королевский философский институт, Аристотелевское общество, Оксфордское философское общество. В области историографии Историческое общество Великобритании. Британская ассоциация по распространению научных знаний поддерживает контакты с 150 другими научными организациями. Национальная корпорация по исследованиям и разработкам, основанная в 1949 году финансировала многие научные исследования.

### История
В начале XX века во всех больших университетах страны присутствовали исследовательские лаборатории, оборудование для которых приобреталось на деньги учёных университета. Исследования вели преподаватели и студенты. Связь технических и фундаментальных исследований была непрочной, потому что до того как началась Первая мировая война, спрос на научные работы со стороны промышленности, которая располагала сырьевыми ресурсами был невелик. В результате этого произошло отставание британской промышленности в начале века. Вскоре появилось несколько частных исследовательских лабораторий, но их было мало. После второй мировой войны количество научных обществ выросло. В 1954 году сформировалась сеть институтов, работающих в области ядерной физики и энергетики. Были созданы научные центры по микробиологии.

## Финансирование
Расходы на науку в стране увеличились вдвое с 1997 года. Нововведение 2009 года — в запросе на грант должно быть подробно описано экономическое влияние проекта. В докладе «Будущее британской науки» (A Vision for UK Research), опубликованном Британским государственным Советом по науке и технологиям 1 марта 2010 года, было сказано, что наука — основополагающий фактор в конкуренции с Китаем и Индией. Также в докладе было прописано, что расходы должны быть более эффективными, а деньги в первую очередь должны направляться туда, где ведутся значимые и интересные исследования, а не только в именитые университеты. Осенью 2010 года британское правительство объявило, что расходы на науку в ближайшее время будут урезаны на 25 %, что по мнению научных экспертов, в области распределения бюджетных средств, может нанести огромный ущерб экономике в размере около £ 10 000 000 000..
Куда именно направить расходы на науку решают учёные. Учёным-теоретикам приходится труднее с финансированием их исследований. Профессор математики Дэвид Эдмундсен считает, что это началось ещё тогда, когда совет по распределению фондов заявил, что главная задача науки — создание материальных ценностей.

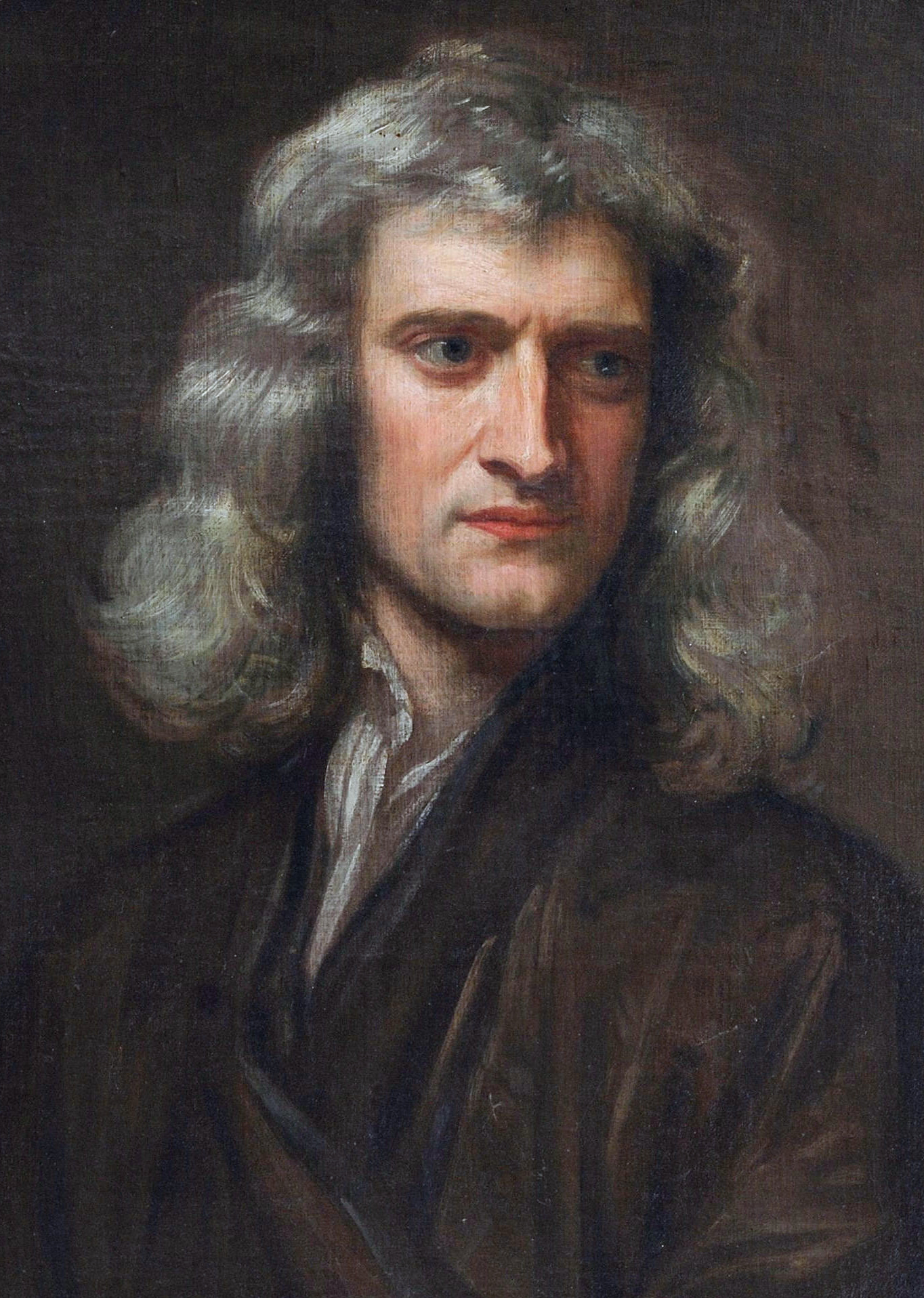
Исаак Ньютон

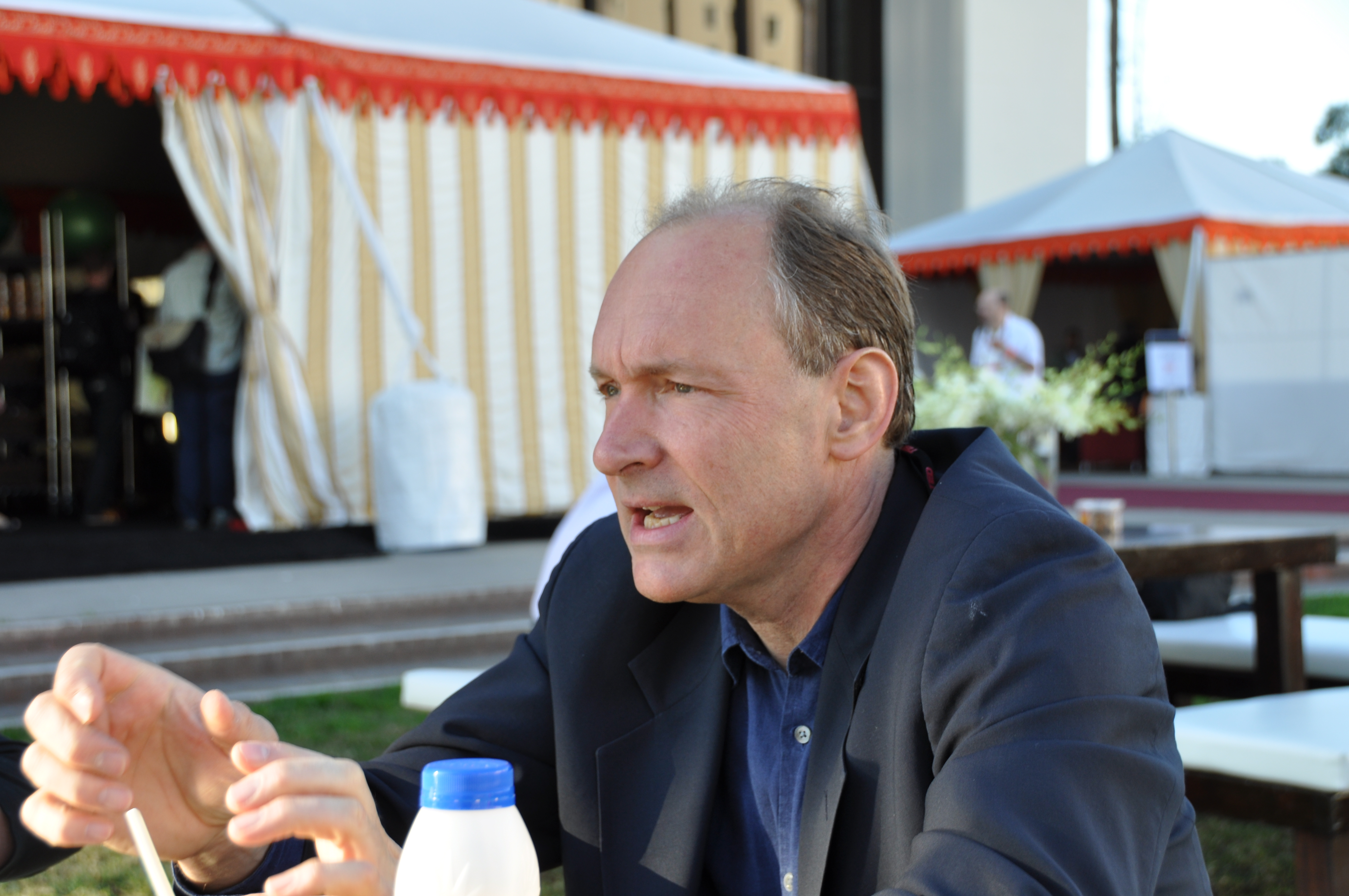
Тим Бернерс-Ли (фото 2009 г.)